# Dan Leno
Dan Leno (20 de diciembre de 1860 - 31 de octubre de 1904), nacido George Wild Galvin, fue un destacado cómico de music hall y actor teatral británico de finales de la época victoriana. Era conocido, además de por su desempeño en el music hall, por sus papeles de dame en las pantomimas anuales, muy populares en el Teatro Drury Lane de Londres entre 1888 y 1904.
Leno nació en St Pancras, Londres, y empezó en el mundo del entretenimiento a una edad muy joven. En 1864, comenzó a trabajar en el music hall junto a sus padres e hizo su primera aparición en solitario a la edad de nueve años, en el Britannia Music Hall de Coventry. De joven fue conocido por sus bailes de clogging y en su adolescencia ya era la estrella del espectáculo familiar. Realizó su primera aparición con el nombre artístico de Dan Leno en Londres en el año 1884. Su popularidad como artista en solitario fue creciendo entre finales de los años 1880 y los años 1890 y se convirtió en uno de los cómicos mejor pagados del mundo. Desarrolló un espectáculo de music hall donde hablaba de temas cotidianos mundanos, mezclados con canciones cómicas y observaciones surrealistas, creando personajes generalmente de clase obrera para ilustrar las historias. En 1901, todavía en lo más alto de su carrera, hizo por primera vez su sketch «Huntsman» ante Eduardo VII del Reino Unido en Sandringham. El monarca quedó tan impresionado que comenzaron a llamar a Leno «el bufón del rey».
Leno también trabajó el género del burlesque victoriano y, todos los años entre  1888 y 1904, en las pantomimas navideñas del Teatro Drury Lane. Era generoso y muy activo en causas benéficas, sobre todo cuando beneficiaban a actores necesitados. Siguió actuando en comedias musicales y sus números de music hall hasta 1902, a pesar de su creciente  alcoholismo. Esto, junto a su larga trayectoria en papeles de dame y de comedia simplista, le restaron posibilidades de ser tomado en serio como actor dramático, perdiendo varias posibilidades de actuar en papeles Shakesperianos. A partir de 1902 comenzó a comportarse de forma errática y furiosa y sufrió una crisis emocional a comienzos de 1903. Fue internado en un hospital psiquiátrico y salió de ahí un año más tarde. Después de una actuación más, su salud empeoró y murió a la edad de 43 años.

## Biografía

### Entorno familiar y primeros años
Leno nació en St Pancras, Londres. Fue el más joven de seis hijos, incluyendo dos hermanos mayores, John y Henry, y una hermana mayor, Frances. Sus otros dos hermanos murieron de niños. Sus padres, John Galvin (1826–1864) y Louisa, née Dutton (1831–1891), actuaban en una obra de dos actos de music hall llamada «The Singing and Acting Duettists». Se les conocía profesionalmente como Mr. y Mrs. Johnny Wild. No tuvieron mucho éxito y la familia era bastante pobre.
Leno recibió muy poca educación y al cuidado de sus padre aprendió el arte del entretenimiento desde una edad muy temprana. En 1862, los padres de Leno y sus hermanos mayores actuaron en el Surrey Music Hall de Sheffield, y después actuaron en otras ciudades del Norte de Inglaterra a finales de año. En 1864, a la edad de cuatro, Leno salió a escena con sus padres por primera vez en el Cosmotheca Music Hall de Paddington, con el sobrenombre de «Little George, the Infant Wonder, Contortionist, and Posturer» (El pequeño George, el infante maravilloso, contorsionista y el posturas).
Cuando Leno aún tenía cuatro años, su padre alcohólico murió con sólo 37 años de edad. Pocos meses después, la familia se mudó a Liverpool, donde su madre contrajo segundas nupcias con William Grant, un cómico de Lancashire de ascendencia irlandesa, que actuaba en music halls a lo largo de toda Gran Bretaña con el sobrenombre de William Leno. Grant era un actor experimentado que previamente había trabajado para Charles Kean en su compañía de teatro del Princess Theatre de Londres. En 1866, tiraron su casa de Marylebone para construir allí la estación de tren de St Pancras. Como resultado, la hermana de Leno, Frances, se fue a vivir con su tío, mientras que su hermano John, quien a veces actuaba con sus padres, consiguió trabajo a tiempo completo. Leno, su madre, su padrastro y su hermano Henry fueron al norte y finalmente se asentaron en Liverpool, donde actuaron en varios halls y teatros, incluyendo el Star Music Hall, aunque volvían a menudo a Londres para actuar en los music halls de la capital.

### Comienzos
En 1865, Leno y su hermano Henry, quien enseñó en un principio a bailar a Leno, formaron un dúo de baile clogging bajo el nombre de «The Great Little Lenos». Fue la primera vez que Leno usó el nombre de su padrastro como nombre artístico, «Leno», que nunca llegó a registrar legalmente. El 18 de julio de 1866, ellos y sus padres aparecieron con el nombre de «Mr. and Mrs. Leno, the Great, Sensational, Dramatic and Comic Duettists and The Brothers Leno, Lancashire Clog, Boot and Pump Dancers» en la noche de apertura del Cambridge Music Hall en Toxteth, Liverpool. Al año siguiente, los hermanos hicieron su primera aparición sin sus padres en el Britannia music hall de Hoxton. A pesar de su considerable éxito inicial, los hermanos estaban frecuentemente desempleados y tenían que recurrir a actos callejeros en las puertas de los pubs londinenses para sobrevivir. Cansado de malvivir con muy poco o nada de dinero, Henry dejó el clog dancing para aprender un oficio en Londres, forzando a Leno a reconsiderarse su futuro en solitario. Más adelante, Henry fundó una escuela de baile. Sin embargo, poco después, Leno sustituyó a Henry intermitentemente con uno de los hijos de su tío, Johnny Danvers, que era una semana mayor que Leno. Leno y Danvers estaban unidos desde muy jóvenes.
Leno volvió al Britannia music hall de Hoxton y debutó en solitario en 1869, donde se le comenzó a conocer como «The Great Little Leno, the Quintessence of Irish Comedians». El nombre lo sugirió su padrastro, William, quien pensó que su conexión irlandesa atraería a más público para su visita programada para Dublín más adelante. Cuando llegaron a Irlanda ese mismo año, la familia Leno estaban pasando apuros económicos y se alojaron con unos familiares de William. Además de participar en el espectáculo familiar, el joven Leno hizo un espectáculo en solitario con un nombre artístico bastante irlandés, «Dan Patrick», permitiéndole ganarse un sueldo extra de 23 chelínes más gastos. Escogieron el nombre artístico de «Dan» en honor a Dan Lowery, un cómico y propietario de music hall irlandés a quien los Leno habían conocido unos meses antes. Durante la gira por Irlanda, la familia Leno actuó en Belfast, donde conocieron a Charles Dickens, que estaba dando charlas en los colegios de la zona. Dickens alabó la actuación del joven cómico, diciéndole: «¡Bien, pequeño, harás progresos!».
En los años 1870, Leno y sus padres actuaron como «The Comic Trio (Mr. & Mrs. Leno and Dan Patrick) In Their Really Funny Entertainments, Songs and Dances». En el espectáculo familiar con sus padres y Danvers, el pequeño Leno a menudo representaba el papel principal en algunos sketches, como The Wicklow Wedding de su padrastro. En otro de sus sketches, Torpedo Bill, Leno interpretaba el papel de la persona que da nombre al gag, un inventor de artefactos explosivos, donde sus padres hacían de una «lavandera» y un «zapatero remendón cómico». Después iba un sketch llamado Pongo the Monkey. Este sketch burlesco se estrenó en el Pullan's Theatre of Varieties de Bradford el 20 de mayo de 1878, y contó con Leno interpretando a un mono fugado; se convirtió en su sketch preferido de aquella época.
Debido a su creciente popularidad, en sus años de adolescencia comenzó a actuar en sitios como el Varieties Theatre de Sheffield y el Star Music Hall de Mánchester. Además, el clogging de Leno continuó mejorando hasta que en 1880 ganó el premio mundial en el Princess Music Hall de Leeds, por lo que recibió de premio un cinturón de oro y plata de 44.5 oz (1,26 kg). Su biógrafo, J. Hickory Wood, describió aquel baile final: «Bailó en el escenario; bailó en el pedestal; bailó en una losa de pizarra; le pidieron más y más, una y otra vez; pero a lo largo de su actuación, no profirió ni una palabra».

### Años 1880

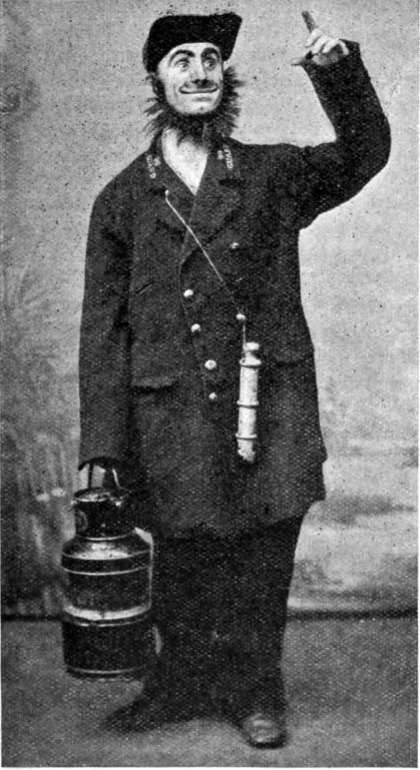
«The Railway Guard», 1890.

En 1878, Leno y su familia se mudaron a Mánchester, donde conoció a Lydia Reynolds, quien, en 1883, se unió a la compañía de teatro familiar, que ya contaba con Leno, sus padres y Danvers. Leno y Reynolds se casaron al año siguiente; fue en esta época que comenzó a usar el nombre de «Dan Leno». El 10 de marzo de 1884, la familia Leno comenzó a dirigir el Grand Varieties Theatre de Sheffield. Los Leno se sentían bien con su público de clase obrera de Sheffield. En la noche de su inauguración, asistieron más de 4000 personas al teatro, pagando seis peniques para ver a Dan Leno protagonizar Doctor Cut 'Em Up. En octubre de 1884, debido a la gran competencia, la familia Leno dejó de arrendar el teatro.
En 1885, Leno y su mujer se mudaron a Clapham Park, Londres; allí Leno volvió a tener éxito con un espectáculo de variedades que incluía comedia, baile y canciones. En la noche de su debut en Londres, apareció en tres music halls: el Foresters Music Hall de Mile End, Middlesex Music Hall en Drury Lane y el Gatti-in-the-Road, donde ganó un total de £5 a la semana. Aunque al principio fue presentado como «The Great Irish Comic Vocalist and Clog Champion», poco a poco dejó el baile en favor de distintos gags con distintos personajes, como «Going to Buy Milk for the Twins», «When Rafferty Raffled his Watch» y «The Railway Guard». En las provincias el baile le hizo ganar cierta popularidad, pero Leno descubrió que en Londres el público prefiería sketches y sus canciones cómicas. Otras de las salas en las que actuó Leno a finales de los años 1880 en Londres, incluyen el Collins Music Hall de Islington, el Queen's Theatre de Poplar y el Standard de Pimlico.
En 1888 Leno sustituyó a Leonte en un papel de la antigua Grecia de Atalanta en un musical burlesco en el Strand Theatre, dirigido por Charles Hawtrey. La obra la escribió el hermano de Hawtrey, George P. Hawtrey, y la protagonizaban Frank Wyatt, Willie Warde y William Hawtrey. El Illustrated Sporting and Dramatic News alabó el canto y el baile de Leno y comentó que «[él] trae consigo mucha diversión y singularidad al papel poco importante de Leontes». Leno aceptó el papel con poco tiempo para prepararse, sin oportunidad de aprenderse el guion. Pero su comedia de improvisación ayudó a expandir la vida del espectáculo. Cuando Leno y Stanley abandonaron al mes, la producción se dejó de hacer.

### Music hall
En los años 1890, Leno era el actor más consolidado del music hall, sólo rivalizado por Albert Chevalier, quién comenzó en el music hall después de haber sido actor de teatro convencional. Sus estilos y atractivos eran sumamente diferentes: los personajes de Leno eran realistas enérgicos de clase obrera, mientras que los de Chevalier rebosaban romanticismo y representaban el punto de vista de la sociedad acomodada. Ambos representaron polos opuestos de la comedia cockney.
Para sus representaciones de music hall, Leno creó personajes basados en sus observaciones de la vida londinense, incluyendo jefes de sección de tiendas, asistentes de frutería, beefeaters, cazadores, aficionados a las carreras, bomberos, padres, maridos calzonazos, mujeres charlatanas, dames de pantomima, oficiales de policía, un bandido español y un peluquero. Uno de esos personajes se llamaba Mrs. Kelly, una cotilla. Leno cantaba un verso de la canción, y después comenzaba un monólogo, normalmente su conocida rutina You know Mrs. Kelly?, que se convirtió en un conocido latiguillo: «Ves es que tuvimos una bronca una vez, y todo a través de Mrs. Kelly. Conoces a Mrs. Kelly, por supuesto. [...] Oh, tienes que conocer a Mrs. Kelly; todo el mundo conoce a Mrs. Kelly».
Para sus espectáculos de Londres, Leno compraba las canciones a los más importantes escritores y compositores del music hall. Uno de ellos era Harry King, quien escribió muchos de los primeros éxitos de Leno. Otros conocidos compositores de la época que proveían a Leno con canciones incluyen a Harry Dacre y Joseph Tabrar. Desde 1890, Leno encargó a George Le Brunn que le compusiese la música de acompañamiento de muchas de sus canciones incluyendo «The Detective», «My Old Man», «Chimney on Fire», «The Fasting Man», «The Jap», «All Through A Little Piece of Bacon» y «The Detective Camera». Le Brunn también le proporcionó música de acompañamiento de tres de las canciones más conocidas de Leno que representaban las profesiones más cotidianas: «The Railway Guard» (1890), «The Shopwalker» y «The Waiter» (ambos de 1891). Las canciones de cada pieza comenzaron a ser instantáneamente distintivas y familiares para el público de Leno, pero sus cambios ocasionales a los personajes mantenían los sketches frescos y de actualidad.
«The Railway Guard» mostraba a un Leno en una caracterización alocada de un guardia de estación de ferrocarril ataviado en un uniforme que no era de su talla, con una barba desaliñada y un silbato. El personaje se creó exagerando el comportamiento que Leno vio en un empleado real de la estación de Brixton que se metía en los asuntos de los pasajeros mientras, al mismo tiempo, no hacía su trabajo. El gag de «The Shopwalker» estaba lleno de frases cómicas cortas y fuertemente influenciado por la pantomima. Leno interpretaba el papel de un asistente de tienda, de nuevo un comportamiento maníaco, tentando a una clientela imaginaria a entrar en la tienda, para después comenzar una técnica desesperada para vender cantada en verso. La caracterización de Leno de «The Waiter», vestido con una chaqueta enorme y una pajarita mal colocada, que se movía y le golpeaba en la cara, era un hombre consumido por la autocompasión y la indignación. Con demasiado trabajo, alterado y abrumado por el número de clientes, el camarero ponía excusas por el mal servicio incluso antes de que el cliente pudiese quejarse:

¡Sí, señor!  ¡No, señor!  ¡Sí, señor!  Cuando llegué aquí estos pantalones eran bermudas. La pernera ha bajado de tanto servir. ¡Señor!  ¿Qué ha dicho?  ¿Que cuanto tardará su filete? Oh, unas cuatro pulgadas yo diría, unas cuatro pulgadas  ¡No, señor!  Perdón señor. ¡Ya no lo puedo retirar, señor. Le ha insertado el tenedor y se le ha salido el vapor!

### Pantomima

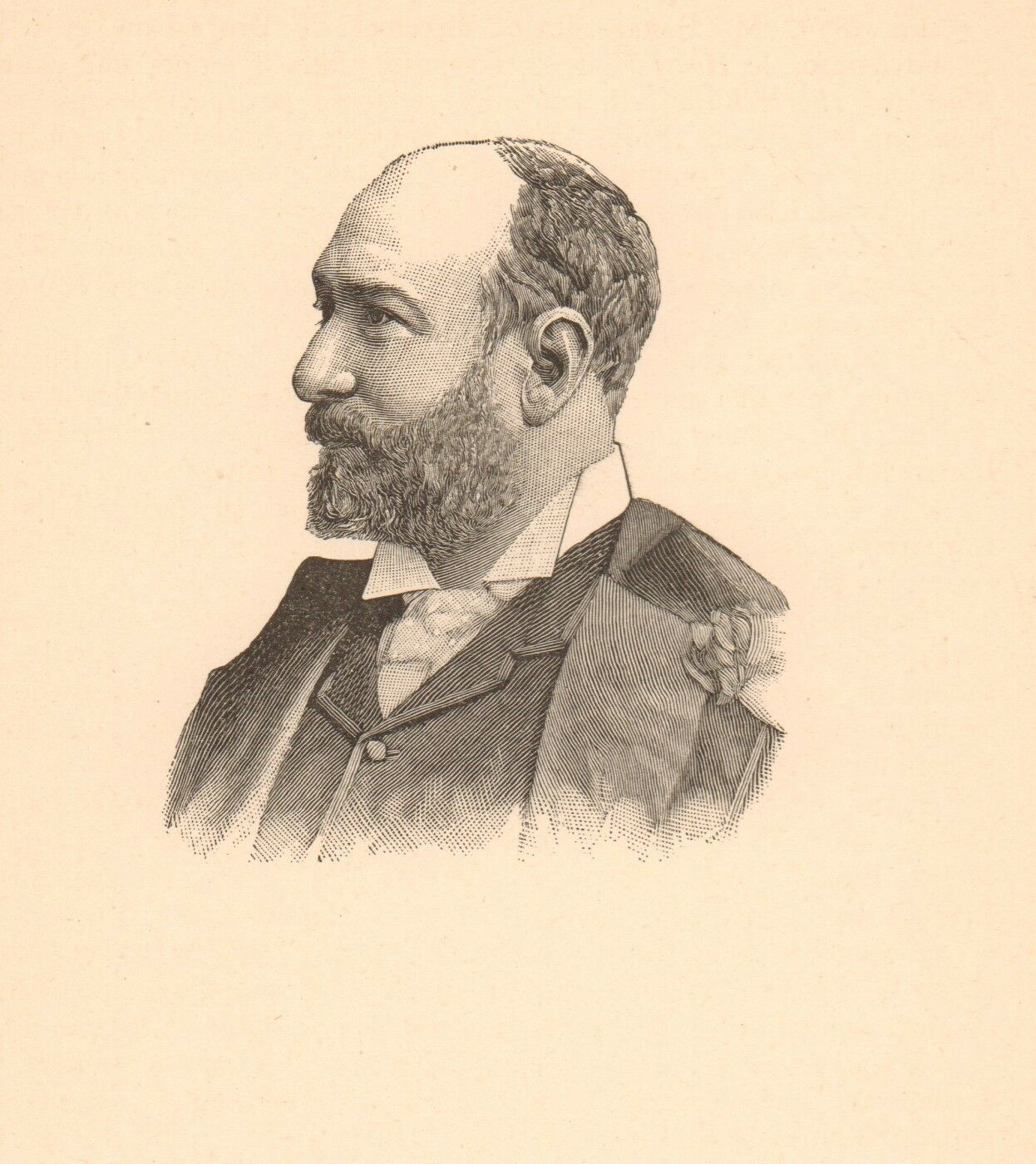
Augustus Harris.

La primera aparición de Leno en la pantomima fue interpretando el papel de Dame Durden en Jack and the Beanstalk, en el teatro Surrey Theatre de Londres en 1886, debido a que el director del teatro, George Conquest, lo había visto cantando «Going to Buy Milk». Conquest también contrató a la mujer de Leno para protagonizar la producción. La pantomima fue un éxito y Leno recibió críticas muy favorables; como resultado, le contrataron en el papel estelar de Tinpanz the Tinker en la pantomima del año siguiente, que tenía el título de Sinbad and the Little Old Man of the Sea, Or, The Tinker, the Tailor, the Soldier, the Sailor, Apothecary, Ploughboy, Gentleman Thief.
Después del éxito en taquilla de estas actuaciones de pantomima, Augustus Harris, director del Theatre Royal de Londres, contrató a Leno en 1888, para actuar en la pantomima de Navidad de ese año, Babes in the Wood. Las producciones de pantomima de Harris en el enorme teatro eran conocidas por su extravagancia y esplendor. Contaban con un elenco de más de cien personas, entre actores, bailarines y bailarinas de ballet, acróbatas, marionetistas y animales, unidas a actuaciones de transformismo y enérgicos arlequínes. Herbert Campbell y Harry Nicholls fueron los coprotagonistas junto a Leno en las siguientes quince producciones del Theatre Royal de Drury Lane. Campbell ya había participado en las cinco pantomimas anteriores del teatro y era uno de los favoritos del guionista de aquellas producciones, E. L. Blanchard. Blanchard abandonó aquel teatro en el momento en que contrataron a Leno, ya que pensaba que los actores de music hall no eran aceptables para las pantomimas navideñas. Esta visión no era compartida por la audiencia y los críticos. Uno de ellos escribió:

Me inclino a pensar que la 'guinda del pastel' del humor juguetón viene de mano del elegante recién llegado, Mr. Dan Leno, caracterizado como la galvánica baronesa en el inclreíblemente divertido baile que hace que el teatro se carcajee. Los importante «niños», Mr. Herbert Campbell y Mr. Harry Nicholls, no tendrían excusa si no compitiesen en bufonería con el ligero de pies Dan Leno.

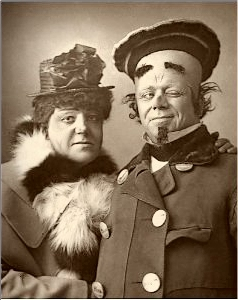
Harry Nicholls y Herbert Campbell: Coprotagonistas con Leno en muchas pantomimas.

Babes in the Wood fue un gran éxito: el teatro se llenaba a diario y se extendió su representación hasta el 29 de abril de 1889. Como consecuencia de ello, Leno redujo considerablemente la cantidad de compromisos con el music hall. No obstante, entre abril y octubre de 1889, Leno trabajó simultáneamente en el Empire Theatre y en el Oxford Music Hall, con un espectáculo en solitario. Llegados a este momento, Leno estaba muy solicitado y tenía contratos para los tres años siguientes. El 9 de mayo de 1889, protagonizó una función de tarde para George P. Hawtrey sobre Penelope, una versión musical de la famosa farsa The Area Belle, en beneficio del Holborn Lodge para chicas. Actuó interpretando el papel de Pitcher junto al experimentado actor habitual en obras de Gilbert and Sullivan, Rutland Barrington. The Times consideró que su actuación trataba la pieza «demasiado como si fuese una pantomima». Durante la larga asociación de Leno con las pantomimas de Drury Lane, apareció principalmente como una dame. Cuando Harris murió en 1896, el resto de las pantomimas de Leno fueron supervisadas por Arthur Collins.
En sus pantomimas, el diminuto Leno y el enorme Campbell eran una pareja visualmente cómica. Con frecuencia se desviaban del guion, improvisando libremente. A algunos productores esto les provocaba escepticismo, ya que temían que las escenas perdiesen gracia y observaron que, en todo caso, rara vez estaban al ciento por ciento hasta pasadas unas noches del estreno. George Bernard Shaw escribió sobre una de sus actuaciones: «Espero nunca tener que volver a soportar algo más lamentablemente fútil», mientras que el caricaturista y ensayista inglés Max Beerbohm afirmó que «Leno no se hace justicia a sí mismo colaborando con el público». Sin embargo, comentó que Leno «era excepcional otorgándole a cada una de sus dames una personalidad propia, desde reinona extravagante a cotilla sin malicia». En Sleeping Beauty, Leno y Campbell hacían reír al público incluso cuando no les veían. Llegaban al escenario en literas cerradas e intercambiaban el diálogo: «¿Tienes algo que hacer esta tarde, querida?» – «No, no llevo nada puesto», antes de que se los llevasen nuevamente. Las pantomimas de Leno y Campbell desde 1889 fueron Jack and the Beanstalk (1889 y 1899), Beauty and the Beast (1890 y 1900), Humpty Dumpty (1891 y 1903), Little Bo-peep (1892), Robinson Crusoe (1893), Dick Whittington and His Cat (1894), Cinderella (1895), Aladdin (1896), The Babes in the Wood (1897) y Ali Baba (1898).

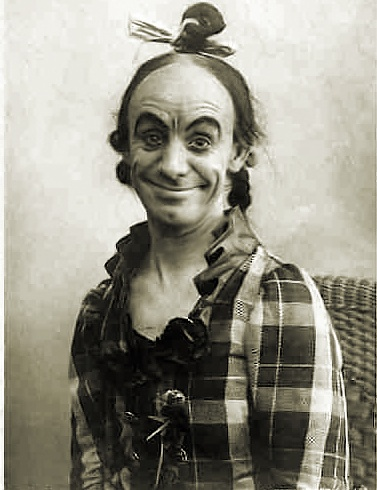
Vestido de la hermana Ana en Barba Azul de 1901.

Leno consideraba los papeles de dame de dos de sus últimas obras, Barba Azul (1901) y Mother Goose (1902), escritas por J. Hickory Wood, como sus favoritas. Cobró £200 por cada una de las temporadas de pantomimas. Leno trabajó en Drury Lane interpretando a la «hermana Ana» en Barba Azul, personaje descrito por Wood como «una persona vivaz por debajo de la mediana edad, quien aún no había perdido la esperanza». El crítico de obras dramáticas de The Times comentó: «Es una hermana Ana bastante original y peculiar, que baila crisis nerviosas y canta extrañas baladas a un desconocido con insistencia y juega al ping pong con una sartén y patatas y burlesca a Sherlock Holmes y se atavía con las prendas más extrañas y lleva el pelo como Miss Morleena Kenwigs, y habla con una voz trinante —en pocas palabras es el Dan Leno que todos conocemos». Mother Goose le otorgó a Leno uno de los papeles más desafiantes de su carrera, en el que tenía que retratar a la misma mujer de varias maneras distintas. La idea de Wood, de que ni la fortuna ni la belleza trae la felicidad, se ilustraba con una serie de mágicas transformaciones del personaje. La pobre, descuidada y en general fea Mother Goose finalmente se convierte en una rica y hermosa parvenu sin gusto, en busca de pretendiente. La producción fue una de las pantomimas más exitosas de Drury Lane y se representó hasta el 28 de marzo de 1903.

### Últimos años de su carrera

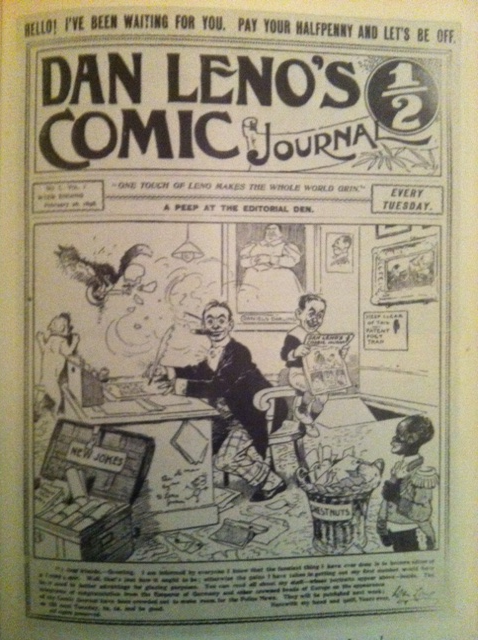
Dan Leno's Comic Journal, volumen no. 1, 26 de febrero de 1898.

En 1896, el empresario Milton Bode se acercó a Leno con un vehículo concebido para él, Orlando Dando de Basil Hood, con música de Walter Slaughter. El agente de Leno declinó la oferta, ya que su cliente estaba sólidamente reservado por dos años. Bode le ofreció £625 (£68.144 en 2012 ajustadas por la inflación), por seis semanas de presentaciones en 1898. Al enterarse de esto, el comediante hizo caso omiso de su agente y aceptó la oferta. Leno recorrió las provincias con la pieza y fue un éxito inmediato. Tan popular fue su actuación que Bode le contrató para otros dos espectáculos, la farsa musical In Gay Piccadilly! y Mr. Wix of Wickham. En 1897, Leno fue a América e hizo su debut el 12 de abril de ese año en el Olympia Music Hall en Broadway, donde era presentado como «el hombre más gracioso sobre la Tierra». Los comentarios fueron mixtos: un periódico informó que la casa rugía su aprobación, mientras que otro se quejó de que el humor inglés de Leno era obsoleto. Su compromiso estadounidense llegó a su fin un mes más tarde y Leno dijo: «[fue] la corona de mi carrera». A pesar de su júbilo, era consciente de las pocas críticas negativas que recibió y rechazó todas las ofertas posteriores para hacer gira por Estados Unidos y Australia.
El mismo año, el comediante prestó su nombre y su talento para escribir a Dan Leno's Comic Journal, un periódico dirigido principalmente a adultos jóvenes y con una versión mitologizada de Leno –el primer periódico cómico en tomar su nombre de, y cuyo personaje central era, una persona viva. Publicado por C. Arthur Pearson, el volumen 1 apareció el 26 de febrero de 1898 y vendió 350 000 copias al año. Leno escribió la mayoría de las historietas y los chistes del periódico y Tom Browne contribuyó con la mayoría de las ilustraciones. El comediante retuvo el control editorial del periódico y decidía que elementos omitir. El diario era conocido por sus consignas, por ejemplo: «Un toque de Leno hace sonreír al mundo entero» y «No lava la ropa pero destroza la melancolía». La portada siempre mostraba una caricatura de Leno y el personal editorial trabajando y jugando. En el interior, las secciones incluían: «Daniel's Diary», «Moans from the Martyr», dos historias, un par de docenas de caricaturas y «Leno's Latest – Fresh Jokes and Wheezes Made on the Premises». Después de una racha de casi dos años la novedad pasó y Leno perdió el interés. El periódico cerró el 2 de diciembre de 1899.

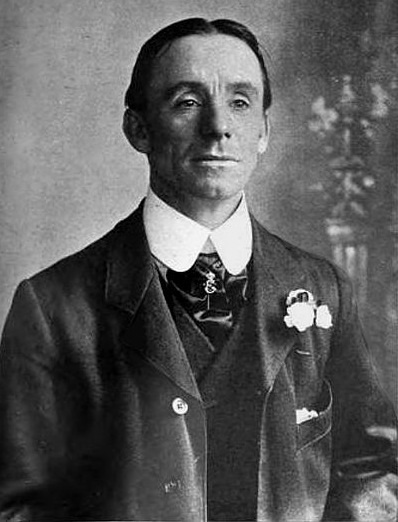
El «bufón real» usando el alfiler de corbata real.

A finales de los años 1890, un periodista escribió que Leno era «probablemente el hombre gracioso mejor pagado del mundo». En 1898, Leno, Herbert Campbell y Johnny Danvers formaron un consorcio para construir el Granville Theatre en Fulham, que fue demolido en 1971. Leno publicó una autobiografía, Dan Leno: Hys Booke, en 1899, realizada por el escritor fantasma T. C. Elder. J. Hickory Wood, el biógrafo de Leno, comentó: «honestamente puedo decir que nunca le vi absolutamente en reposo. Siempre estaba haciendo algo y tenía algo más que hacer después; o simplemente había estado en algún lugar, iba a otro lugar y tenía varias citas que cumplir».
Entre 1901 y 1903, Leno grabó más de veinticinco canciones y monólogos con la marca Gramophone and Typewriter Company. El 26 de noviembre de 1901, Leno, junto a Seymour Hicks y su esposa, la actriz Ellaline Terriss, fue invitado a Sandringham House para tomar parte en un Royal Command Performance, con la intención de entretener al rey Eduardo VII, a la reina Alejandra, y a su hijo Jorge y su esposa, María, los príncipes de Gales. Leno realizó un acto solitario de treinta y cinco minutos que incluyó dos de sus canciones más conocidas: «How to Buy a House» y «The Huntsman». Después de la actuación, Leno informó: «el rey, la reina y el príncipe de Gales todos muy amablemente me estrecharon la mano y me dijeron cuánto habían disfrutado. La princesa de Gales estaba a punto de estrecharme la mano cuando vio mi cara y no pudo hacerlo durante algún tiempo porque se rio mucho. No estaba tratando de lucir gracioso —realmente estaba tratando de lucir digno y cortés; pero supongo que no pude evitarlo». Como recuerdo, el rey le obsequió a Leno un alfiler de corbata real con joyas incrustadas y de ahí en adelante Leno fue conocido como «el bufón del rey». Fue el primer intérprete de music hall en participar en una Royal Command Performance durante el reinado de Eduardo VII.

## Vida privada

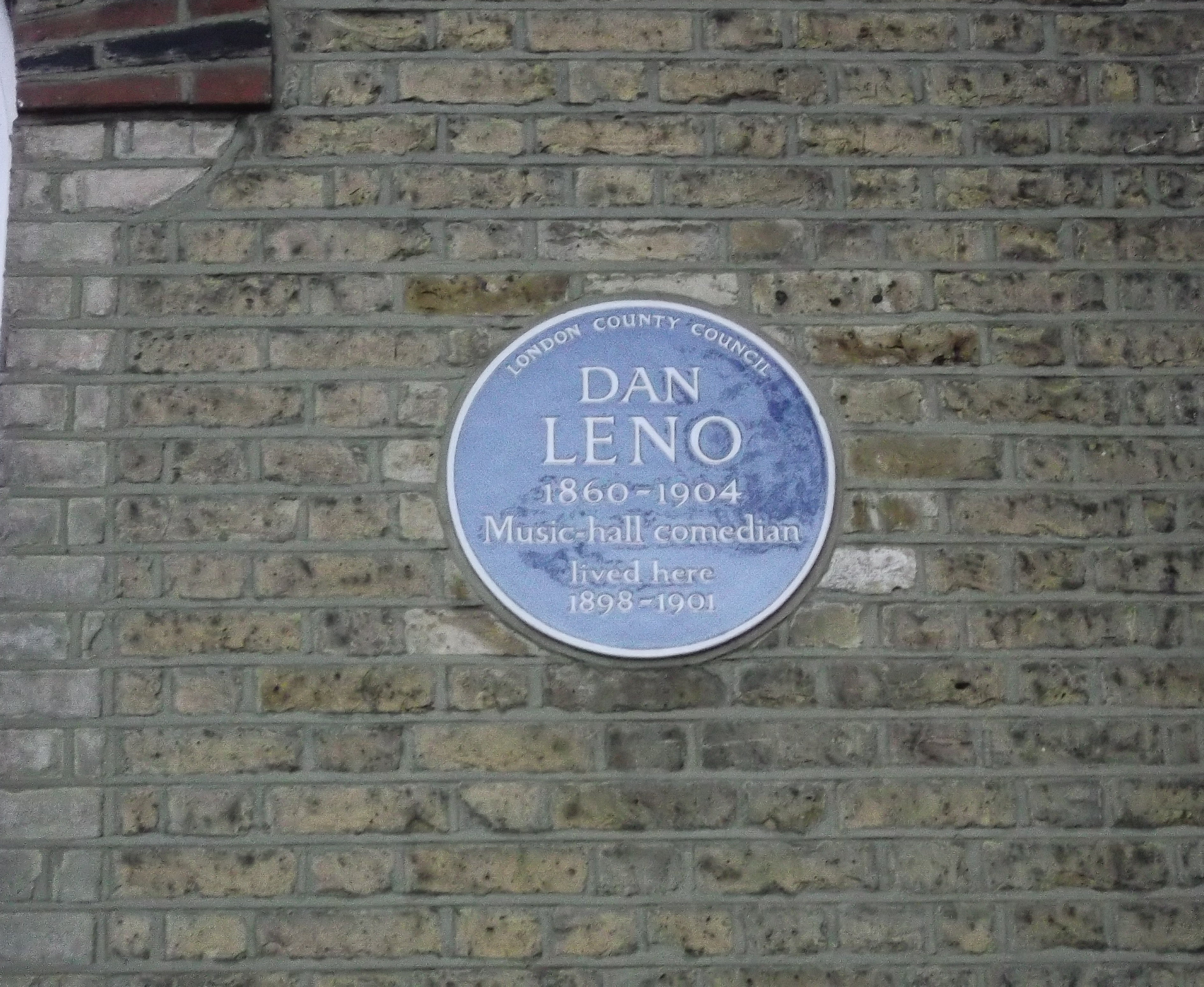
Placa azul dedicada a Leno en la casa de Akerman Road en Lambeth.

En 1883, Leno conoció a Sarah Lydia Reynolds, una joven bailarina y cantante de comedia de Birmingham, mientras ambos se presentaban en el King Ohmy's Circus of Varieties en Rochdale. Hija de un carpintero de escenarios, Lydia, como era conocida profesionalmente, era una consumada actriz adolescente: de su interpretación en Sinbad the Sailor  en 1881, un crítico escribió que: «interpretó a Zorlida muy bien para una artista joven. Es bien conocida en este teatro y con un adiestramiento adecuado demostrará ser una actriz muy hábil». Sarah y Leno se casaron en 1884, en una discreta ceremonia en la Iglesia de St. George, en Hulme, Mánchester, poco después del nacimiento de su primera hija, Georgina. El segundo hijo murió en la infancia, John, el tercero, nació en 1888. Los tres hijos menores –Ernest (n. 1889), Sidney (n. 1891) y May (n. 1896)– siguieron a su padre al escenario. Sidney más adelante se presentaría como Dan Leno, Jr. Tras el retiro de sus padres, los apoyó financieramente hasta su muerte.
Leno poseía una propiedad de 8100 m² en la parte trasera de su casa en Clapham Park y era autosuficiente, producía repollos, papas, pollo, mantequilla y huevos. Enviaba parte de su producción como regalo navideño a sus amigos y familiares.  En 1898, se mudó con su familia al 56 de Akerman Road en Lambeth, donde vivieron durante varios años. El Consejo del Condado de Londres colocó una placa azul en esa dirección en 1962.

### Caridad y recaudación de fondos
The Terriers Association fue establecida en 1890 con el fin de apoyar a los artistas jubilados que necesitaran ayuda financiera. Leno era un activo recaudador de fondos para esta organización y para el Music Hall Benevolent Fund, del cual fue elegido presidente. Fue uno de los primeros miembros de la caridad Grand Order of Water Rats, que ayudaba a los artistas que tenían necesidades económicas y fungió como su líder, King Rat —Rey Rata—, en 1891, 1892 y 1897. Cerca del final de su vida, Leno cofundó The Music Hall Artistes Railway Association, que inició una sociedad con Water Rats para formar el primer sindicato de music hall. Algunas de sus obras benéficas eran discretas y no publicitadas.
A finales de los años 1890, formó un equipo de críquet llamado «Dainties», para el cual reclutó a muchos de los más importantes cómicos y estrellas de music hall de la época. Jugaron para la caridad contra diversos equipos de aficionados dispuestos a soportar su caos cómico, como el equipo de la Policía Metropolitana de Londres; las payasadas de Leno y sus compañeros en el campo divertían a las grandes multitudes que lograban reunir. Los Dainties continuaron disputando partidos por todo Londres de 1898 a 1903. En 1900 se produjeron dos películas de los partidos para la audiencia de cine, que se encontraba en sus inicios. En septiembre de 1901, en uno de los más importantes partidos de caridad, la prensa señaló la atmósfera de carnaval. Los comediantes vestían trajes ridículos —Leno iba vestido como funerario y después como una colegiala montando un camello. Las bandas tocaban y había payasos distribuidos a través de la multitud. El equipo rival, un grupo de jugadores profesionales de Surrey, fueron persuadidos para llevar sombreros altos durante el partido. Asistieron 18 000 espectadores, aportando fondos para caridades de music hall y críquet, entre otras.

### Decadencia y crisis nerviosa

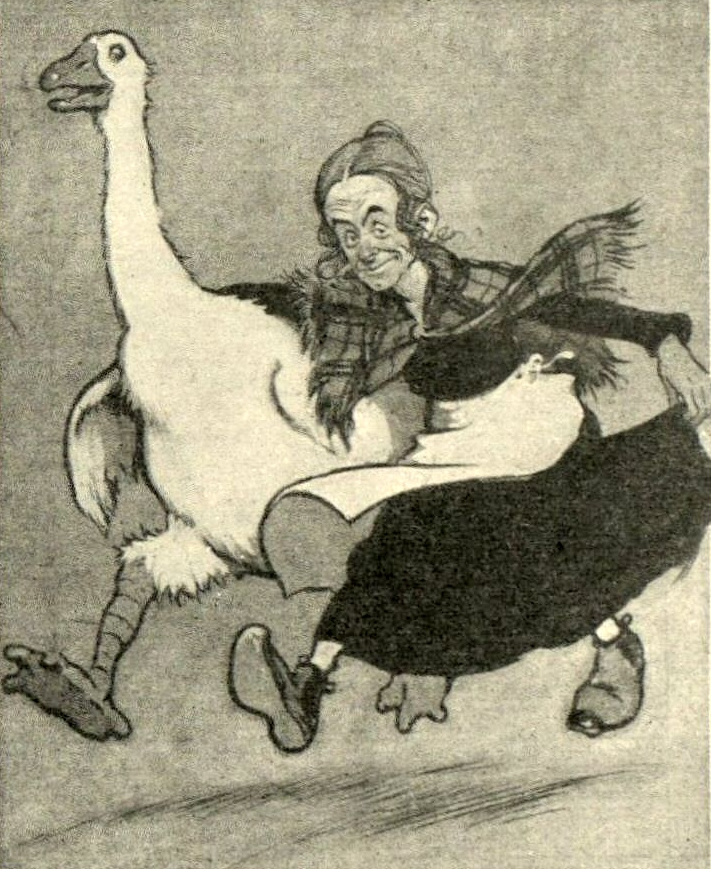
Leno como Mother Goose.

Leno comenzó a beber fuertemente después de sus actuaciones y, en 1901, como su padre y su padrastro antes que él, se había convertido en alcohólico. Gradualmente había decaído física y mentalmente y con frecuencia tenía episodios de comportamiento errático que comenzaron a afectar su trabajo. Para 1902, se dirigía frecuentemente de forma airada y violenta con sus compañeros de elenco, familiares y amigos. Cuando se tranquilizaba, todo era remordimientos y disculpas. Su comportamiento errático era a menudo el resultado de su creciente incapacidad para recordar sus líneas y a su pérdida de la capacidad auditiva. Sufría una sordera progresiva que finalmente causó problemas en y fuera del escenario. En 1901, durante una producción de Barba Azul, Leno perdió su pie verbal y, como resultado, se quedó parado como una torre por más de veinte minutos. Al final de una representación de Mother Goose en 1903, el productor Arthur Collins le rindió tributo a Leno y le entregó, en nombre de la administración del Drury Lane Theatre, un costoso juego de cubiertos de plata. Leno se puso a sus pies y dijo: «Gobernador, ¡es un magnífico regalo! ¡Te felicito y te lo mereces!».
Frustrado por no ser aceptado como actor serio, Leno se obsesionó con la idea de representar a Ricardo III y otros grandes papeles de Shakespeare, inundando con sus propuestas al representante Herbert Beerbohm Tree. Después de su última ejecución de Mother Goose en el Teatro Drury Lane a principios de 1903, los delirios lo abrumaron. En la noche del cierre, y nuevamente poco después, viajó a la casa de Constance Collier, que era la primera actriz de Beerbohm Tree en His Majesty's Theatre, y también la siguió al ensayo en el teatro. Intentaba persuadirla para que actuara junto a él la temporada teatral con obras de Shakespeare, que estaba dispuesto a financiar él mismo. La segunda vez que la visitó le llevó un joyero que tenía una placa incrustada con diamantes. Consciente de que Leno sufría una crisis nerviosa, triste y suavemente, Collier rechazó su oferta y lo dejó consternado.
Dos días más tarde fue admitido en un hospital para enfermos mentales. Pasó varios meses en el Camberwell House Asylum en Londres, bajo el cuidado del doctor Savage, quien lo trató con «paz y tranquilidad y un poco de agua coloreada». En su segundo día en el hospital, Leno le dijo a una enfermera que el reloj estaba equivocado. Cuando ella le indicó que estaba bien, Leno comentó: «si está bien, entonces ¿qué hace aquí?». Hizo varios intentos por abandonar el asilo, dos veces con éxito. Cada una de las veces fue encontrado y regresado rápidamente.

### Último año y fallecimiento

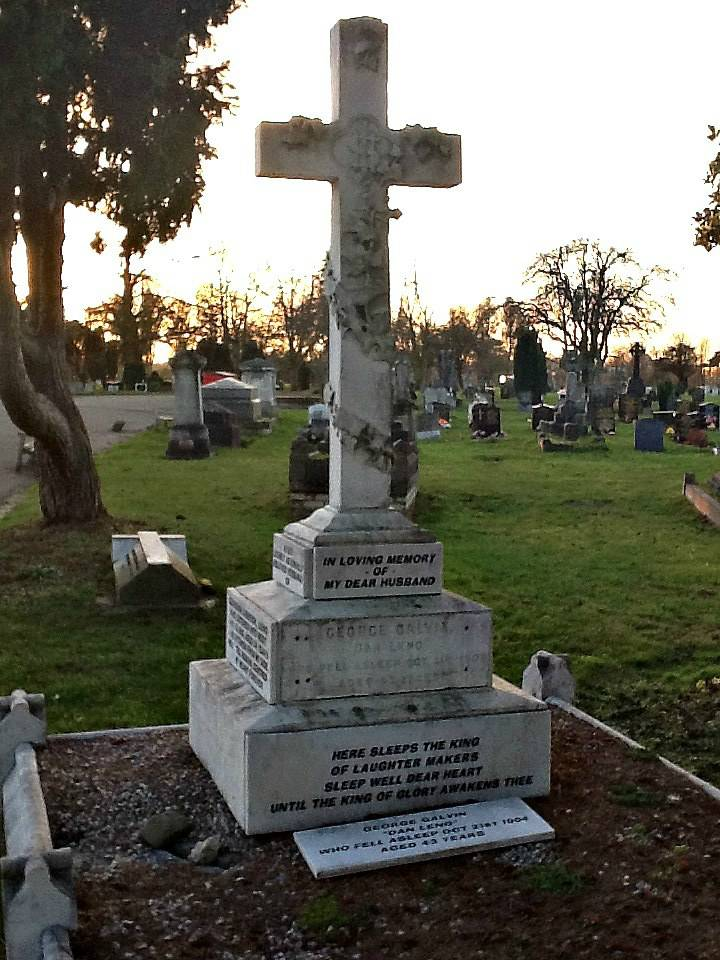
Sepultura de Leno en el cementerio Lambeth cemetery en Londres.

Después de que Leno fue dado de alta de la institución en octubre de 1903, la prensa le brindó muchos comentarios acogedores y especuló sobre si aparecería ese año en la pantomima del Drury Lane, que sería Humpty Dumpty, según estaba programado. Preocupado de que pudiera sufrir una recaída, Arthur Collins empleó a Marie Lloyd para tomar su lugar. Sin embargo, al momento de los ensayos, Leno persuadió a Collins de que estaba lo suficientemente bien para participar y el elenco se reorganizó para darle cabida. Leno se presentó con éxito. Según se informó, al escuchar su canción el público le dio una ovación que duró cinco minutos. También recibió un telegrama del rey felicitándolo por su actuación. Herbert Campbell, compañero de escenario de Leno, murió en julio de 1904, poco después de la pantomima, tras sufrir un accidente a la edad de cincuenta y siete años. La muerte afectó profundamente a Leno y en consecuencia cayó en decadencia. En ese momento se presentaba en el London Pavilion, pero el espectáculo tuvo que ser cancelado debido a su incapacidad para recordar sus líneas. Tan duras fueron las críticas que Leno escribió una declaración para defender la originalidad del show que fue publicada en The Era. El 20 de octubre de 1904, Leno dio su última actuación en el espectáculo. Después acudió al Belgrave Hospital for Children en Kennington para dejar una donación de £625 (£49.765 en 2012 ajustadas a la inflación).
Leno murió en su casa de Londres el 31 de octubre de 1904, tenía 43 de edad, y fue enterrado en el cementerio de Lambeth en Tooting. La causa de muerte no se conoce. Su muerte y el funeral fueron noticias nacionales. El Daily Telegraph escribió en su obituario: «hubo sólo un Dan. Sus métodos fueron inimitables; su rostro era de hecho su fortuna [...] ¿Quién le ha visto en alguno de sus disfraces y ha podido evitar reír?». Max Beerbohm dijo después de la muerte de Leno: «Tan pequeña y frágil linterna que no podía albergar tan grande llama». Su sepulcro es mantenido por la Grand Order of Water Rats, que encargó la restauración de su tumba en 2004.